# Rob Marshall
Rob Marshall (* 17. října 1960 Madison, Wisconsin) je americký filmový a divadelní režisér a choreograf. Jeho nejoceňovanějším filmem je Chicago, za které získal cenu Directors Guild of America a také byl nominován v kategorii nejlepší režisér na Oscara, cenu BAFTA i Zlatý glóbus. Taktéž obdržel pět nominací na divadelní cenu Tony a vyhrál cenu Emmy za choreografii k televiznímu filmu Annie.

## Životopis

### Dětství a dospívání
Narodil se v Madisonu ve státě Wisconsin jako syn Anne a Roberta Marshallových. Vyrůstal v Pittsburghu v Pensylvánii. Jeho sestrou je choreografka a režisérka Kathleen Marshall. V roce 1978 absolvoval na střední škole Taylor Allderdice a v roce 2012 byl uveden do školní síně slávy. Poté navštěvoval Carnegie Mellon University a pracoval na divadelní scéně v Pittsburghu, kde vystupoval se skupinami jako Pittsburgh Civic Light Opera.
Účinkoval jako tanečník v různých broadwayských představeních, ale během muzikálu Cats utrpěl poranění páteře a po léčbě se uchýlil k choreografii a režii.

### Filmová kariéra
Ve filmovém průmyslu debutoval s televizní adaptací muzikálu Annie. Poté režíroval opět muzikál, a to Chicago, za které byl nominován na Oscara v kategorii nejlepší režie. Jeho dalším celovečerním filmem byla Gejša na motivy stejnojmenné knihy od Arthura Goldena.
V roce 2009 režíroval filmovou adaptaci broadwayského muzikálu Nine, kde se v hlavních rolích objevili Daniel Day-Lewis, Marion Cotillard, Nicole Kidman, Sophie Loren a Penélope Cruz. O dva roky později zfilmoval čtvrté pokračování série Piráti z Karibiku, s názvem Piráti z Karibiku: Na vlnách podivna, v hlavních rolích s Johnnym Deppem, Ianem McShanem, Penélope Cruz a Geoffrey Rushem.

### Osobní život
Je otevřený homosexuál. Se svým partnerem Johnem DeLucou žije v New Yorku.

## Nominace na cenu Tony
| Rok  | Muzikál                  | Kategorie               |
| ---- | ------------------------ | ----------------------- |
| 1993 | Kiss of the Spider Woman | Nejlepší choreografie   |
| 1994 | Damn Yankees             | Nejlepší choreografie   |
| 1994 | She Loves Me             | Nejlepší choreografie   |
| 1998 | Kabaret                  | Nejlepší choreografie   |
| 1998 | Kabaret                  | Nejlepší režie muzikálu |

## Filmografie
| Rok  | Název filmu                                                     | Počet získaných Oscarů | Počet oscarových nominací | Poznámky |
| ---- | --------------------------------------------------------------- | ---------------------- | ------------------------- | --- |
| 1995 | Victor/Victoria                                                 | –                      | –                         | televizní film, choreograf                                                                                   |
| 1996 | Vánoční výlet paní Santa Clausové                               | –                      | –                         | televizní film, choreograf; nominován na cenu Emmy za nejlepší choreografii.                                 |
| 1997 | Popelka                                                         | –                      | –                         | televizní film, choreograf; nominován na cenu Emmy za nejlepší choreografii.                                 |
| 1999 | Annie                                                           | –                      | –                         | televizní film, režisér a choreograf; získal cenu Emmy za nejlepší choreografii a nominaci za nejlepší režii |
| 2001 | The Kennedy Center Honors: A Celebration of the Performing Arts | –                      | –                         | televizní přenos, režisér                                                                                    |
| 2002 | Chicago                                                         | 6                      | 13                        | režisér a choreograf; nominován na Oscara za nejlepší režii, získal cenu Directors Guild of America Award    |
| 2005 | Gejša                                                           | 3                      | 6                         | režisér; nominován na Satellite Award za nejlepší režii                                                      |
| 2006 | Tony Bennett: An American Classic                               | –                      | –                         | televizní film; režisér, výkonný producent a choreograf                                                      |
| 2009 | Nine                                                            | –                      | 4                         | režisér, producent a choreograf; nominován na Satellite Award za nejlepší režii                              |
| 2011 | Piráti z Karibiku: Na vlnách podivna                            | –                      | –                         | režisér |
| 2014 | Čarovný les                                                     | –                      | 3                         | režisér a producent                                                                                          |